# Вошберн (Вісконсин)
Вошберн (англ. Washburn) — місто (англ. city) в США, в окрузі Бейфілд штату Вісконсин. Населення — 2051 особа (2020).

## Географія
Вошберн розташований за координатами 46°40′26″ пн. ш. 90°53′36″ зх. д. / 46.67389° пн. ш. 90.89333° зх. д. (46.673794, -90.893437).  За даними Бюро перепису населення США в 2010 році місто мало площу 15,98 км², з яких 10,09 км² — суходіл та 5,89 км² — водойми. В 2017 році площа становила 10,10 км², з яких 10,09 км² — суходіл та 0,00 км² — водойми.

## Демографія
Згідно з переписом 2010 року, у місті мешкало 2117 осіб у 934 домогосподарствах у складі 531 родини. Густота населення становила 132 особи/км².  Було 1070 помешкань (67/км²).
Расовий склад населення:
| - 88,4 % — білих - 5,9 % — корінних американців - 0,8 % — чорних або афроамериканців - 0,3 % — азіатів |

До двох чи більше рас належало 4,1 %. Частка іспаномовних становила 1,6 % від усіх жителів.
За віковим діапазоном населення розподілялося таким чином: 21,6 % — особи молодші 18 років, 59,6 % — особи у віці 18—64 років, 18,8 % — особи у віці 65 років та старші. Медіана віку мешканця становила 45,9 року. На 100 осіб жіночої статі у місті припадало 94,9 чоловіків;  на 100 жінок у віці від 18 років та старших — 90,3 чоловіків також старших 18 років.
Середній дохід на одне домашнє господарство  становив 50 222 долари США (медіана — 40 319), а середній дохід на одну сім'ю — 61 514 долари (медіана — 52 321). Медіана доходів становила 38 409 доларів для чоловіків та 31 731 долар для жінок. За межею бідності перебувало 17,5 % осіб, у тому числі 38,6 % дітей у віці до 18 років та 2,4 % осіб у віці 65 років та старших.
Цивільне працевлаштоване населення становило 984 особи. Основні галузі зайнятості: освіта, охорона здоров'я та соціальна допомога — 32,0 %, роздрібна торгівля — 12,9 %, виробництво — 9,6 %, публічна адміністрація — 9,5 %.